# Neugablonz

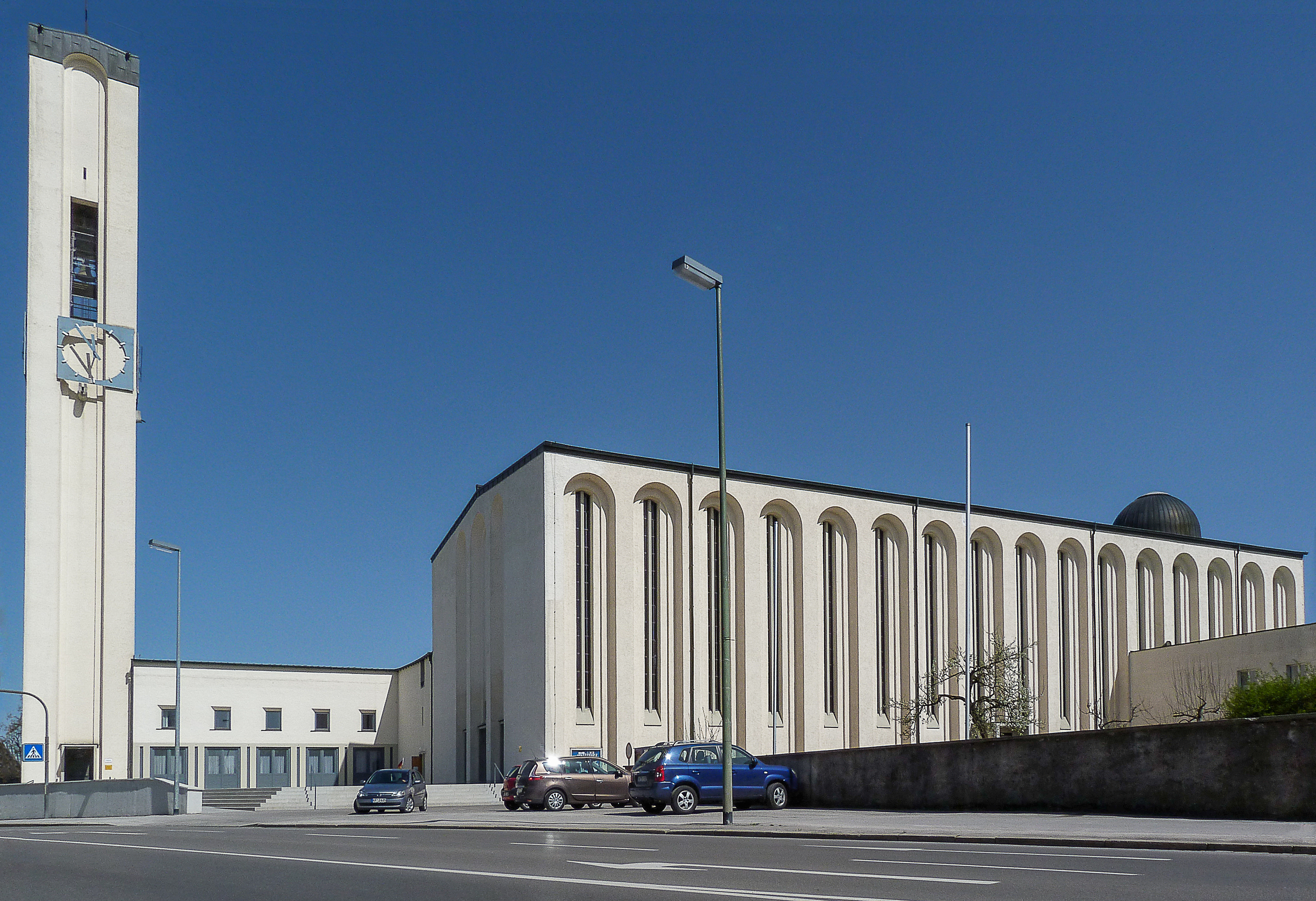
Herz-Jesu-Kirche

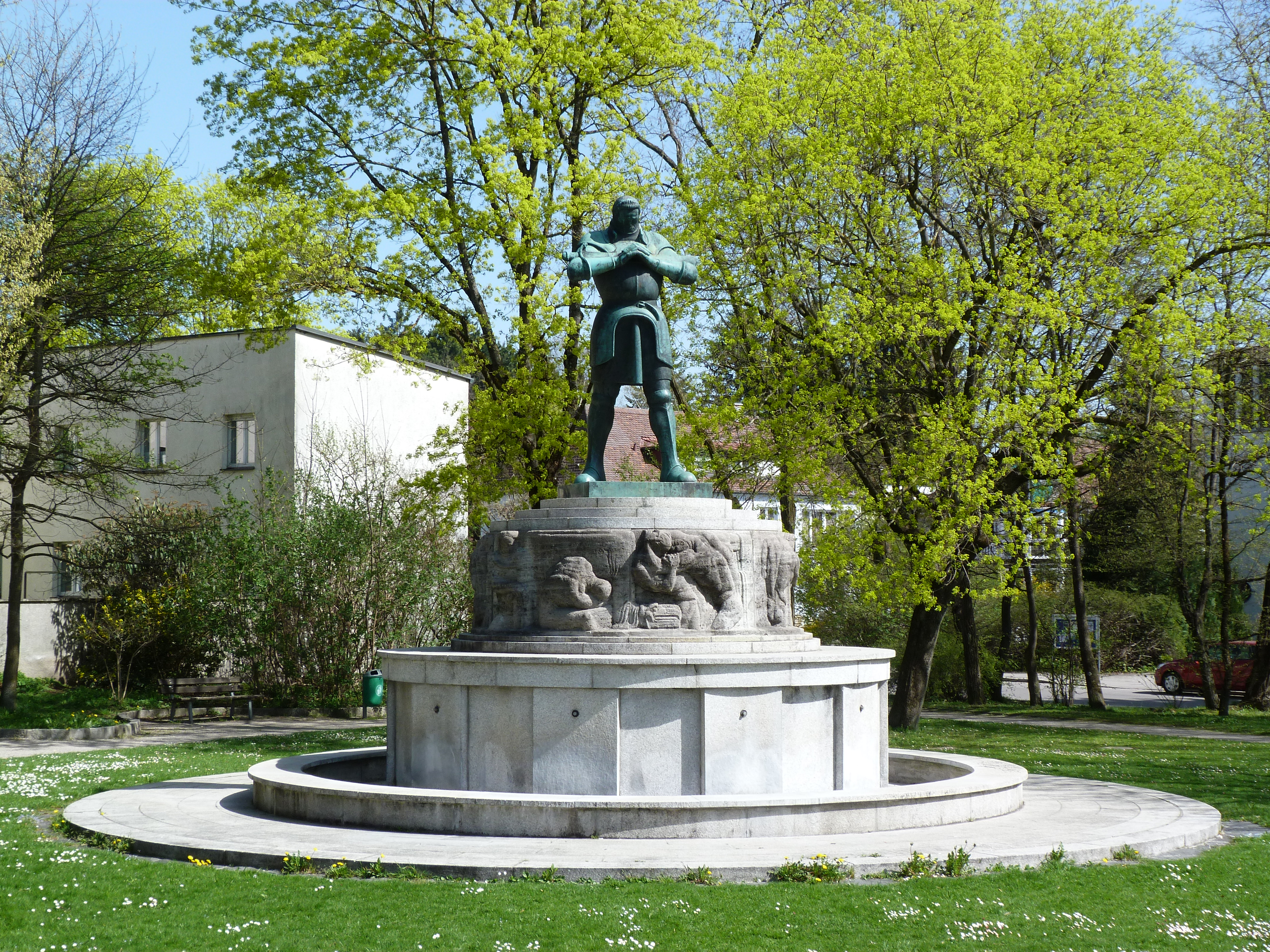
Rüdiger-Brunnen

Neugablonz ist mit 14.769 Einwohnern (Stand 31. Dezember 2023) nach der Kernstadt der größte Ortsteil der Stadt Kaufbeuren. Es wurde nach dem Zweiten Weltkrieg als eine von fünf bayerischen Vertriebenenstädten gegründet.

## Geschichte

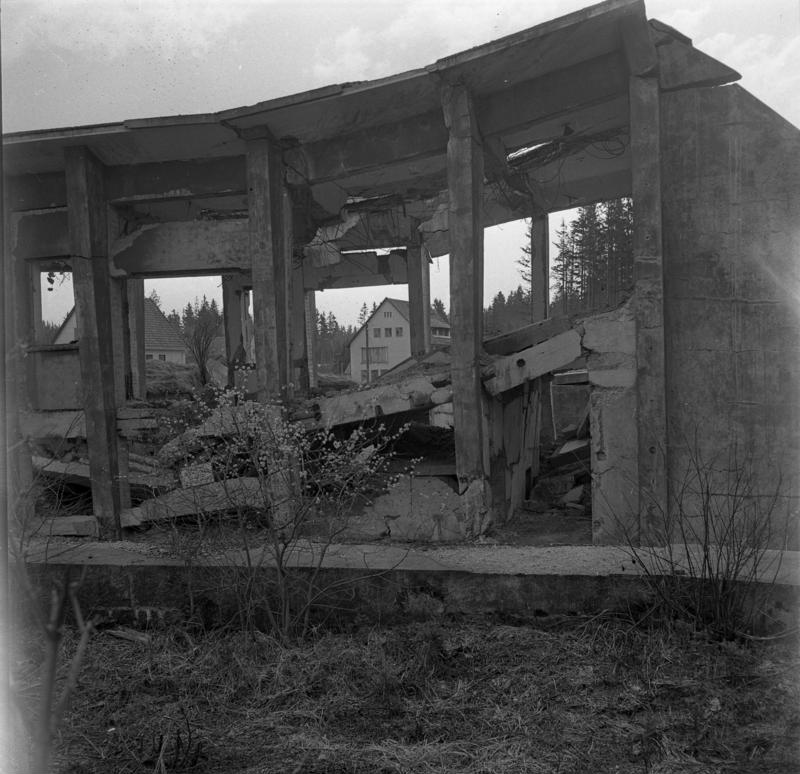
Trümmer der Sprengstofffabrik

Seit 1939 wurde in dem nordöstlich von Kaufbeuren gelegenen Waldgebiet Kaufbeuren-Hart eine Sprengstofffabrik der Dynamit AG, vormals Alfred Nobel u. Co, für die Versorgung der deutschen Kriegswirtschaft mit Munition aufgebaut. Dort wurden Zwangsarbeiter aus dem nahegelegenen KZ-Außenlager Riederloh in Steinholz bei Mauerstetten, einer Außenstelle des KZ Dachau, eingesetzt. Die US Army sprengte das Gelände 1945.
Auf dem Gelände der ehemaligen Sprengstofffabrik siedelten sich nach 1945 etwa 18.000 Vertriebene und Geflohene aus der Region um Gablonz (Jablonec nad Nisou in der damaligen Tschechoslowakei) an und bauten die in ihrer Heimat zurückgelassene Schmuck- und Glasindustrie (Gablonzer Bijouterie) wieder auf. Aus dem Hintergrund der Vertreibung und Neuansiedlung heraus wandelte sich der Name des Stadtteiles von Kaufbeuren-Hart zu Neugablonz.

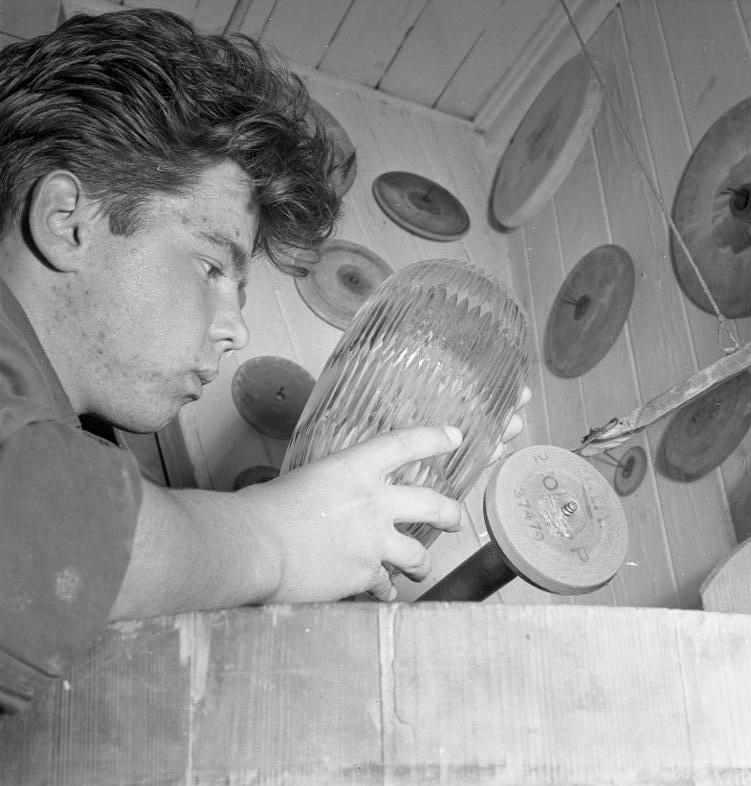
Typischer Glasschleifer

Noch immer ist Neugablonz ein Zentrum der Modeschmuckproduktion. Die wirtschaftliche Situation hat sich jedoch verändert, vor allem durch das Aufkommen asiatischer „Billig“-Konkurrenz. Es gibt aber noch immer zahlreiche Betriebe der Gablonzer Industrie, die Modeschmuck sowie Schmuckkomponenten entwerfen und herstellen. Die niedrigen Kleinhäuser, die von den Flüchtlingen erbaut wurden, bildeten die Gruppe der „Papageienhäuser“.
Mit Neutraubling, Geretsried, Traunreut und Waldkraiburg ist Neugablonz eine der bayerischen Vertriebenenstädte/-Gemeinden/-Ortsteile mit vergleichbarer Kriegs- und Nachkriegsgeschichte.
In den letzten Jahren hat sich Neugablonz zu einem Zentrum russlanddeutscher Spätaussiedler entwickelt. Spätaussiedler stellen mit einer Zahl von 5200 rund 38 Prozent der Neugablonzer Bevölkerung.

## Sehenswürdigkeiten
- Herz-Jesu-Kirche, Architekt Thomas Wechs
- Isergebirgs Museum Neugablonz
- Stadtrundgänge
- Weg des Schmucks
- Werksbesichtigungen in den Modeschmuckbetrieben

## Vereine
Fußball: Der Fußballverein BSK Olympia Neugablonz ist ein Zusammenschluss der Vereine BSG Neugablonz und Olympia Kaufbeuren. Der BSK besitzt ein Vereinsheim in Neugablonz am Riederloh. Das Stadion, das anfangs auch dem BSK gehörte, musste wegen finanzieller Probleme an die Stadt Kaufbeuren verkauft werden. Die Haupttribüne bietet Platz für 300 Personen. Höhepunkte der Vereinsgeschichte der BSG Neugablonz waren Spiele in der ersten DFB-Pokalrunde 1979/80 gegen Eintracht Frankfurt und den TSV 1860 München.
Handball: Die Handballer des TV Neugablonz hatten ihren größten Erfolg 1958 mit dem Aufstieg in die damals neu gegründete, zweitklassige Handball-Bayernliga und mit mehreren Bezirksligameisterschaften sowie den jeweils damit verbundenen Aufstieg in die nächsthöhere Klasse. Die SG Kaufbeuren/Neugablonz (seit 1994), eine aus dem TV Neugablonz und dem TV Kaufbeuren bestehende Spielgemeinschaft, nimmt derzeit mit drei Herrenmannschaften, zwei Damenteams und elf Nachwuchsmannschaften am Spielbetrieb des Bayerischen Handballverbandes (BHV) teil. Die erste Herrenmannschaft und das 1. Damenteam spielen beide 2022/23 in der sechstklassigen Bezirksoberliga Alpenvorland.

## Kirchen und Kapellen
Folgende Sakralbauten finden sich in Neugablonz:
- die alt-katholische Pfarrkirche Christi Himmelfahrt
- die evangelisch-lutherische Christus-Kirche
- die römisch-katholische Pfarrkirche Herz-Jesu
- die römisch-katholische Kapelle Hll. Vierzehn Nothelfer der Priesterbruderschaft St. Pius X.
- eine neuapostolische Kirche, die seit Juli 2012 nicht mehr für Gottesdienste genutzt wird

## Verkehr
Neugablonz liegt an der Bahnstrecke Buchloe–Lindau. Für 2023 ist der Bau eines Haltepunkts an der Josefsthaler Straße geplant.